# 蓄膿症
蓄膿症（ちくのうしょう、英: empyema）は、既存の体腔に膿が貯留している状態。新たに形成された空洞に膿が貯留する膿瘍とは区別しなければならない。慢性副鼻腔炎の俗称として呼ばれることがある。「ちくのう症」とも称す。

## 解説
フェイズ5移行の自覚症状として、下を向いて鼻をかんだ時に痛みを感じることがある。脳に転移すると最悪の場合死に至る。
医学的には蓄膿症は下記の領域に出現する。
- 胸腔（膿胸）
- 子宮（子宮蓄膿症）
- 虫垂（虫垂炎）
- 髄膜（硬膜下膿瘍）
- 関節（敗血症性関節炎）
- 胆嚢